# 宮城県立高等学校学区制度
宮城県立高等学校学区制度（みやぎけんりつこうとうがっこうがっくせいど）とは、2009年まで宮城県の公立高等学校の全日制普通科に適用された通学区域を指定した制度（学区制）のことである。
宮城県内の公立高校（宮城県立、仙台市立、石巻市立）の全日制普通科は以下の5地区、14学区に分割されていた。ここで言う学区は調整措置のために便宜上設けられており、実際は5地区内の公立高等学校普通科に進学する事が可能であった。
全日制普通科以外の専門学科、総合学科および定時制課程、通信制課程は2009年以前から全県一学区である。

## 通学区域
- 南部地区
  - 刈田柴田学区（白石市、刈田郡、柴田郡）
  - 伊具学区（角田市、伊具郡）
- 中部南地区
  - 亘理名取学区（名取市、岩沼市、亘理郡）
  - 仙台南学区（仙台市太白区、若林区、青葉区のうち五橋中学校区、宮城野区のうち宮城野中学校・東華中学校区）
- 中部北地区
  - 仙台北学区（仙台市泉区、青葉区のうち五橋中学校区以外の全ての中学校区、宮城野区のうち宮城野中学校・東華中学校区以外の全ての中学校区）
  - 塩釜学区（塩竈市、多賀城市、宮城郡）
  - 黒川学区（黒川郡）
- 北部地区
  - 大崎学区（大崎市内の古川・鹿島台・三本木・松山・岩出山・鳴子地域、加美郡）
  - 遠田学区（遠田郡、大崎市内の田尻地域）
  - 登米学区（登米市）
  - 栗原学区（栗原市）
- 東部地区
  - 石巻学区（東松島市、牡鹿郡、石巻市内の旧石巻市・河南・牡鹿地域）
  - 飯野川学区（石巻市内の河北・桃生・雄勝・北上地域）
  - 本吉学区（気仙沼市、本吉郡）

## 3％枠
3％枠とは、自分が住んでいる地区とは別の地区の学校を受験する事を定員の3％に限り認める制度の事である。学区制導入当初は地区外進学が認められなかったため、仙台一高や仙台二高、宮城一女、宮城二女といった進学校を受験したいとしても認めることはできなかった。そのため、どこに住んでいても希望の高校へ進学できるようにしようと設けられたのがこの制度である。しかし、学校によっては推薦で取ってしまうため、一般入試では1人しか取れないといった事態も発生する。いずれにせよ、この枠を利用して進学するのは狭き門である。実はこの3％枠の構造は単純な物で、「住所がその学区にあること」が条件であるため、住民票だけ受験したい高校のある学区へ引越するだけでその受験したい高校の入試に3％枠が適用されない。実際にこの仕組みを使って学区外から通学してくる者も少なくなかった。

## 25％枠
25％枠とは、中部北地区の女子が中部南地区の女子校を受験する場合に限り、定員の25％に限り認める制度の事である。これは、中部北地区よりも中部南地区のほうが女子校が多いので不平等だという事で設けられた制度である。

## 仙台高校における特例
仙台高等学校（当時）は中部北地区・仙台北学区の地域に該当するが、仙台南学区の生徒も制限なく受験できた。これは、仙台市内の学区制は宮城県立高校に適用する規程であって、同じ公立でも仙台高校は仙台市立校の通学区規程を仙台市教委が独自に制定していたためだった。

## 全県一学区化
平成22年度に全県一学区制に変更し、全県から県内の高等学校すべてに通学が可能となる。
この影響で、生徒が仙台市の学校に集中してしまい、仙台市以外の地域の学校のレベル低下、生徒数減少を招くなどの懸念がされている。
一方、学区が公共交通の実態とかけ離れて編成された地域（ex．北部地区の大崎市鹿島台地域）では、より交通実態に即した学校選択が可能となり通学事情が改善されることが期待される。

## 隣接県特例
隣接県の以下の地域から宮城県の特定の県立高校に志願する場合は、隣接県の公立高を志願しない条件で宮城県内の公立高校志願者と同等に扱われる。
- 福島県伊達郡桑折町、国見町、伊達市梁川町
  - 白石、白石工業、伊具の各高校へ志願できる。
- 福島県相馬市、新地町
  - 亘理、伊具の各高校へ志願できる。
- 岩手県一関市のうち旧市域と旧花泉町域
  - 迫桜、佐沼、登米総合産業の各高校と岩ケ崎高校普通科に志願できる。
- 岩手県一関市のうち旧室根村域と旧藤沢町域
  - 佐沼、登米総合産業、気仙沼、気仙沼西、気仙沼向洋の各高校に志願できる。
- 岩手県大船渡市、陸前高田市
  - 気仙沼、気仙沼西、気仙沼向洋、本吉響の各高校に志願できる。